# Théâtre noir de Paris
Le Théâtre Noir de Paris est une compagnie de théâtre et un ensemble culturel, créés en 1975, afin de donner au théâtre d'Afrique noire et des Antilles françaises un espace de création et de représentation à Paris.

## Historique
Benjamin Jules-Rosette, un comédien martiniquais qui avait déjà une carrière professionnelle derrière lui au cinéma, à la télévision et au théâtre, monte pour la scène, en 1975 Gouverneurs de la Rosée, une pièce qu'il a adaptée du roman du haïtien Jacques Roumain, afin de la présenter à Paris, Fort-de-France, Pointe-à-Pitre, Basse-Terre et au festival d'Avignon.
Il crée alors son propre théâtre et rassemble, avec la comédienne Darling Légitimus, une troupe théâtrale composée majoritairement de comédiens antillais et africains. Mû par le désir d'offrir au théâtre d'Afrique noire et des Antilles françaises un espace de visibilité, le théâtre cristallisait par sa création les incompréhensions en rapport avec la place des cultures francophones dans le paysage théâtral français. Les comédiens, metteurs en scène, musiciens et artistes noirs qui vivaient à Paris avaient beaucoup de mal à être recrutés et à trouver des subventions et salaires pour présenter leurs créations dans la capitale française. Aussi les comédiens Darling Légitimus et Théo Légitimus, Lisette Malidor, Georges Hilarion, Laure Moutoussamy, Tola Koukoui, Ayoko Folly, Mylene Wagram, Lazare Kenmegne, Jacques Martial, José Alpha, Marie-Line Ampigny ou encore Luc Saint-Eloy s'engagèrent avec foi dans ce projet qui  était celui  de créer une compagnie destinée à réhabiliter et à faire connaître les cultures noires. Benjamin Jules-Rosette  n'hésita pas à mettre aussi ce lieu à la disposition de beaucoup de dissidents musiciens, comédiens, danseurs maliens, sud-américains qui pour la plupart sont des réfugiés en France.
La troupe d'abord itinérante qui s'était implantée dans un espace précaire 23 rue des Cendriers dans le 20e arrondissement  deviendra la Compagnie de l'Ensemble culturel-Théâtre Noir dans le premier espace d’expression culturelle et artistique de la communauté noire en Europe. Dans ce premier espace où sévissait musiciens, comédiens, danseurs il y eut quelquefois Carole Alexis revenue de sa formation à Cuba où Césaire lui-même l'avait envoyée. Danseuse, chorégraphe et fondatrice de la compagnie « Ballet des Amériques, » elle passait saluer quelques amis avant de s'envoler pour New-York, où elle réside. Ce lieu qui devait être un axe culturel entre les Antilles, la Métropole et l'Afrique, s'ouvrait aux artistes et aux publics originaires d'Outre-mer et d'Afrique en leur donnant le droit à s'accepter enfin et d'affirmer leur originalité

## Nouveaux locaux
« Tout d’abord situé à Paris, dans un quartier peu favorisé, le Théâtre Noir est ressenti au bout de quelques années comme un ghetto par les métropolitains et par les Noirs eux-mêmes. L'impasse qu'a pu présenter cet enfermement qui favorisait la logique de l'entre-soi n’est nullement réductible à la troupe du Théâtre Noir, mais à bien d’autres compagnies dont l’audace fut de concevoir un projet tentant de promouvoir une culture spécifique en dehors des circuits officiels .»
Sous la direction Benjamin Jules-Rosette, l'Ensemble culturel - Théâtre Noir inaugure à Paris  un nouveau Centre culturel. En 1979, le Théâtre Noir déménage au 16 de la rue Louis Braille dans le 12eme arrondissement de Paris et il deviendra Un lieu de rencontre pour les cultures noires. Dans ce Centre culturel s’exprimera la diversité de toutes les minorités parisiennes dans des disciplines diverses. Il est le lieu croisé de différentes musiques noires (africaine, antillaise, américaine, brésilienne) et aussi celui des peintres, comédiens et artistes noirs à Paris et  accueille à l'intention du public des ateliers de danse et de musique ainsi que  des semaines consacrées au cinéma noir-américain. Les activités du Théâtre Noir suscitent l'intérêt  de personnalités des milieux culturels comme Édouard Glissant ou Peter Brook  tandis que de nombreux artistes viendront s'y produire, dans un élan de soutien au Théâtre durant les 10 ans d'existence de la compagnie, : Rhoda Scott, Eugène Mona, Gilberto Gil, Colette Magny, Marcel Magnat, Abdellatif Laabi, Henri Guédon, Dominique Gaumont, Jimmy Slyde, ou le pianiste de jazz Memphis Slim…
Dans ce nouvel espace il s’agissait ainsi pour la troupe « d’œuvrer à la promotion et la défense du théâtre noir qu’il soit caribéen ou africain d’expression française […] Tout doit être tenté pour faire connaître, pour faire respecter, faire aimer la différence » .Benjamin Jules Rosette montera les textes de grands auteurs noirs de la Négritude aussi divers qu'Aimé Césaire, Édouard Glissant, Georges Desportes (les Antillais), Léon-Gontran Damas (le Guyanais) Léopold Sédar Senghor, Cheikh Hamidou Kane et Amadou Lamine Sall (les Sénégalais), Tchicaya U Tam‘Si (le Congolais) et bien d'autres auteurs caribéens.De 1975 à 1990, la troupe créa des spectacles s'inspirant des différents genres littéraires qu’il s’agisse du conte, du  roman, de la poésie ou du théâtre.
Les spectacles poétiques ou tragiques, les ateliers pour enfants, les animations par la Compagnie, sont présentés en partenariat avec des associations telles que la CAG (Communauté Antillo-guyanaise) Paris, la RATP à Paris pour l'Amicale des Agents de la RATP originaires des DOM-TOM, celle de l'AMITAG (Amicale des travailleurs Antillais et Guyanais de Métropole) celle du Festival de Belleville mais aussi par un travail d'animation dans le cadre des actions culturelles et artistiques à l’institut National de formation et de recherche sur l’éducation permanente INFREP (Montreuil), ou encore par un autre travail de dynamisation avec jeunes et adultes en difficultés d’insertion sociale et professionnelle dans différents centres de formation d’Ile de France en partenariat avec le Conseil général du Val-de-Marne, le Rectorat de Créteil et le Rectorat de Versailles.

## Pièces de théâtre jouées
- Gouverneurs de la rosée, pièce adaptée du roman de Jacques Roumain et filmée par l’Institut national de l’audiovisuel (INA)[13].
- À la rencontre du petit matin, montage de textes d’Aimé Césaire et Cheikh Amidou Kane. Biennale de Dakar (Sénégal), filmée au Sénégal pour la série des Mémoires du Sud
- Le Zoulou de Tchicaya U Tam ’Si
- Toussaint Louverture d’Édouard Glissant, pièce filmée pour la télévision (RFO)
- Les Enfants de Zombi, adaptation du roman Cette île qui est la nôtre de Georges Desportes : Lille, Théâtre Roger-Salengro en 1978[14]; Kremlin-Bicêtre, Espace André Malraux, puis en tournée dans les Caraïbes en 1998[15].
- Cette île qui est la nôtre, pièce filmée pour la télévision (RFO) en Martinique
- Et cric et crac, montage contes et légendes des Antilles
- Le Paysage de l’aveugle, adaptation du roman d’Émile Ollivier, pièce filmée pour la télévision (RFO) en Martinique
- Vaval roi, d’après une nouvelle de Georges Desportes
- Une porte sur la mer, textes d’A. Césaire, E. Glissant, A. L. Sall, J.-L.Roy, J. Roumain
- Case en tôle de Nadine Fidji
- La Tragédie du roi Christophe d’Aimé Césaire
- Le Bal des Touloulous de Nadine Fidji
- Hommage à Tchicaya U Tam ’Si, Théâtre National Daniel Sorano (Sénégal)
- La Mort et L'écuyer du Roi de Wole Soyinka, Théâtre National Daniel Sorano (Sénégal)

## Spectacles poétiques
- Les Voix mêlées (textes : Aimé Césaire, Nadine Fidji, Léopold Sédar Senghor (Dakar) - Sénégal
- Soleil d’ombre, textes d'Amadou Lamine Sall et de Nadine Fidji. Journée de commémoration de l’abolition de l’esclavage – Mairie de Pantin
- Hommage à Aimé Césaire, textes d’Aimé Césaire
- Hommage à Aimé Césaire pour ses 90 ans, extraits des textes poétiques d’Aimé Césaire et de Léopold Sédar Senghor dans le cadre des Rencontres Afrique-Amériques – Hommage à Léopold Sédar Senghor, montage poétique des textes.
- Guetteur de mer, textes d’Edouard Glissant
- Et le chant reprendra, textes d’Amadou Lamine Sall
- Hommage à Léopold Sédar Senghor, textes de Léopold Sédar Senghor - UNESCO
- Les Chants mêlés, textes d’Aimé Césaire, de Léopold Sédar Senghor, de Nadine Fidji
- Ces lieux communs, textes d’Amadou Lamine Sall et de Jean-Louis Roy
- Hommage aux poètes de la négritude, textes d’A. Césaire, L.-G. Damas, L.-L.Senghor
- Feux de brousse, textes de Tchicaya U Tam' Si
- Errance, textes de Césaire, Damas, Senghor, Tirolien, créé à l'Ensemble Culturel Théâtre Noir. Cette œuvre poétique a été filmée pour la télévision (RFO), tournée à Paris et en Martinique.
- À petit feu de chagrin d'après le roman de Georges Desportes Cette île qui est la nôtre
- Comme un iceberg en flammes, textes d'Amadou Lamine Sall. Filmé pour la télévision à Paris.
- Hommage à Léopold Sedar Senghor, textes de Léopold Sédar Senghor pour le 20e anniversaire du jumelage entre Nogent-sur-Seine et Joal-Fadiouth–Agora Michel Baroin. Chaka de Léopold Sédar Senghor. Cette œuvre poétique a été filmée pour la télévision (RFO). Tournée à Paris et au Sénégal.
- Hommage à un nègre fondamental, spectacle créé à l'occasion de la disparition d'Aimé Césaire

## Fermeture de l'Ensemble culturel en 1989
Au sein des nouveaux locaux du théâtre, tout avait été entrepris dans un esprit de revendication culturelle, mais fut lancé sans grande maitrise des réglementations administratives. Les charges étaient lourdes et  la compagnie du Théâtre Noir va connaître les difficultés liées à faire vivre ce lieu culturel car les subventions promises par le ministère de la Culture ne suivent pas. En 1989 le metteur en scène Benjamin Jules-Rosette est contraint de fermer le lieu. En 1996, la Compagnie reprend des activités exclusivement théâtrales avec des spectacles itinérants en France, au Burkina Faso, au Sénégal, au Canada. À partir de 2003, le Théâtre Noir et la Compagnie de l'Ensemble culturel - Théâtre-Noir change de nom et devient Le Carbet-Théâtre Noir, sous la direction de Nadine Fidji poétesse, écrivaine originaire de la Réunion. Benjamin Jules-Rosette y aura la simple fonction de directeur artistique.[réf. nécessaire]

## Programme ACP- Culture+.eu
Les activités du Théâtre Noir vont trouver une nouvelle orientation avec l'aide du Ministère de la Coopération et du Développement, du CNC et la télévision R.F.O. Le programme ACP Cultures+.eu est un programme d'appui aux secteurs culturels. Il est financé par la Commission européenne et mis en place par le secrétariat du Groupe des États d'Afrique, des Caraïbes, du Pacifique. L’objectif fondamental du programme est de préserver la diversité culturelle tout en luttant contre la pauvreté en rendant viables et pérennes les industries culturelles de ces pays. Les industries créatives sont  un moyen d’expression culturelle et de dialogue inter-culturel, et aussi un outil du développement socio-économique de ces régions.
Benjamin Jules-Rosette et quelques acteurs de la compagnie vont participer à ce programme en créant une série, Les Mémoires du Sud, pour présenter au Sénégal des films littéraires consacrées aux écrivains et poètes francophones des pays ACP (Afrique, Caraïbes et Pacifique.) partout dans le monde.
Ces films destinés aux milieux scolaires, universitaires et aux télévisions ont été présentés lors de ces festivals :  
- Vues d'Afrique (Montréal - Canada)
- Images Caraïbes (Guadeloupe - Martinique)
- Fespaco (Ouagadougou - Burkina Faso)
- Récidak (Dakar – Sénégal)
- Festival International du film d'Amiens (Amiens)
- Festival Plein Sud (Cozes)
- Journées Culturelles Africaines (Noisy-Le-Grand)
- 1er Salon du Livre de l'Outremer des Littératures Francophones (Paris)
- Une Aube Ourite (Rencontres) Université Paris X (Nanterre)
- Festival Noir Tout Couleur Pointe à Pitre – Guadeloupe
- XV festival de ciné iberamericano Huelva – Espagne